# Есим Самекеулы
Есим Самекеулы (начало XVIII века – 1798) — султан Среднего жуза (1756–1798), сын правителя Среднего жуза Самеке хана, внук Тауке хана.

## Биография
Происходил из знатного казахского рода торе — прямых потомков Чингисхана по линии Джучи. Среди его сыновей в истории известны султаны Шанхай, Айшуак, Кодайменде. Он правил частью Среднего жуза в 1756–1798 годы. При поддержке старейшин малых населенных пунктов в окрестностях Туркестана и кочевых казахских сел был избран ханом для противостояния Абулмамбет хану. В 50–60-е годы XVIII века сражался за Туркестан с Абулмамбет ханом и осенью 1758 года защитил город от противника. В 1762 году между Абылай султаном и знаменитым Казыбек бием Среднего жуза было заключено соглашение о том, что городом Туркестан и другими городками вокруг него будут править Абулмамбет и Есим. В соответствии с мирным соглашением, для правления двух ханов город Туркестан и прилегающие к нему населенные пункты были разделены на две части. Часть города Туркестан с прилегающими к нему населенными пунктами принадлежала Абулмамбет хану. Вторая часть города и прилегающие к нему населенные пункты были во владении Есим султана. После смерти Абулмамбета в 1769 году часть города переходит под управление его сыну Болату. Теперь город возглавляли Есим хан и Болат хан. В 1798 году в связи с подчинением регионов Южного Казахстана Ташкентскому правителю Джунускожа была упразднена власть Есим хана в Туркестане и его окрестностях.
Ныне живущие представители рода торе из числа потомков сыновей Самеке-хана принадлежат к Y-ДНК гаплогруппе R1a.